# Józef Spleszyński
Józef Spleszyński (ur. 6 lutego 1808 w Sielcu, zm. 16 lutego 1879 w Warszawie) – polski duchowny i teolog ewangelicko-reformowany, superintendent generalny Kościoła Ewangelicko-Reformowanego w Królestwie Polskim w latach 1849–1879.

## Życiorys
Urodził się w Sielcu, jako syn Jana i Anny z Klaudianów Spleszyńskich - jego dziad ze strony matki był tam wieloletnim pastorem kalwińskim. 
Absolwent Szkoły Wojewódzkiej w Lublinie (obecnie I LO im. Stanisława Staszica w Lublinie), z 1826 roku. Przez rok studiował filozofię na UW, a następnie podjął studia teologiczne Berlinie, które ukończył w 1831 roku.
W 1832 ordynacji podjął posługę duszpasterską w parafii ewangelicko-augsburskiej w Grodźcu, w powiecie konińskim. W 1839 roku, po śmierci ks. Fryderyka Jakuba Ludwika Teichmanna został wybrany proboszczem parafii ewangelicko-reformowanej w Warszawie, gdzie pracował aż do śmierci. w przeciwieństwie do poprzedników był konserwatywny teologicznie. Za jego czasów doszło do pełnej polonizacji tej parafii. W 1849 został wybrany superintendentem generalnym Synodu kościoła ewangelicko-reformowanego w Królestwie Polskim. 
Był inicjatorem budowy kościoła ewangelickiego w Warszawie, zorganizował szkołę parafialną. W dorobku piśmienniczym i wydawniczym, miał między innymi tłumaczenie na język polski Katechizmu Helweckiego, oraz opracowany i wydany przez niego Zbiór pieśni i modlitw chrześcijańskich - niektóre z jego pieśni są do dziś w Śpiewniku Ewangelickim.
W czasie powstania styczniowego zachowywał lojalnościową postawę, w tym duchu prowadził w 1860 roku, pogrzeb Katarzyny Antoniny Sowińskiej, wdowy po gen. Józefie Longinie Sowińskim, obrońcy wolskiej reduty podczas powstania listopadowego.

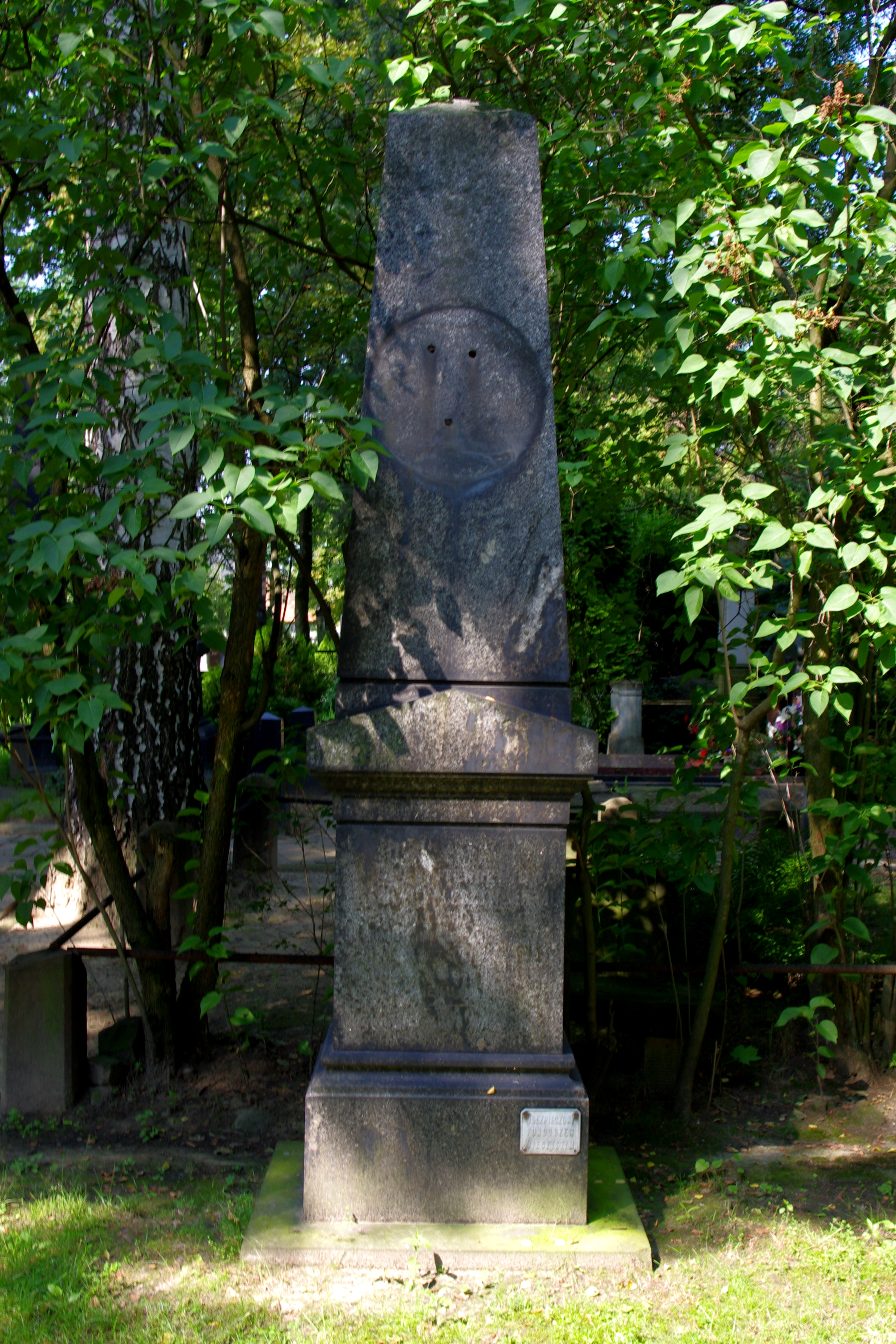
Grób Józefa Spleszyńskiego na cmentarzu reformowanym przy ul. Żytniej w Warszawie

Jest pochowany na cmentarzu reformowanym przy ul. Żytniej w Warszawie (kwatera K-2-6).
W małżeństwie z Weroniką z Karszo-Siedlewskich (1810-1883) miał siedmioro dzieci. Jego wnukiem był Aleksander Woyde.